# Drepturile omului

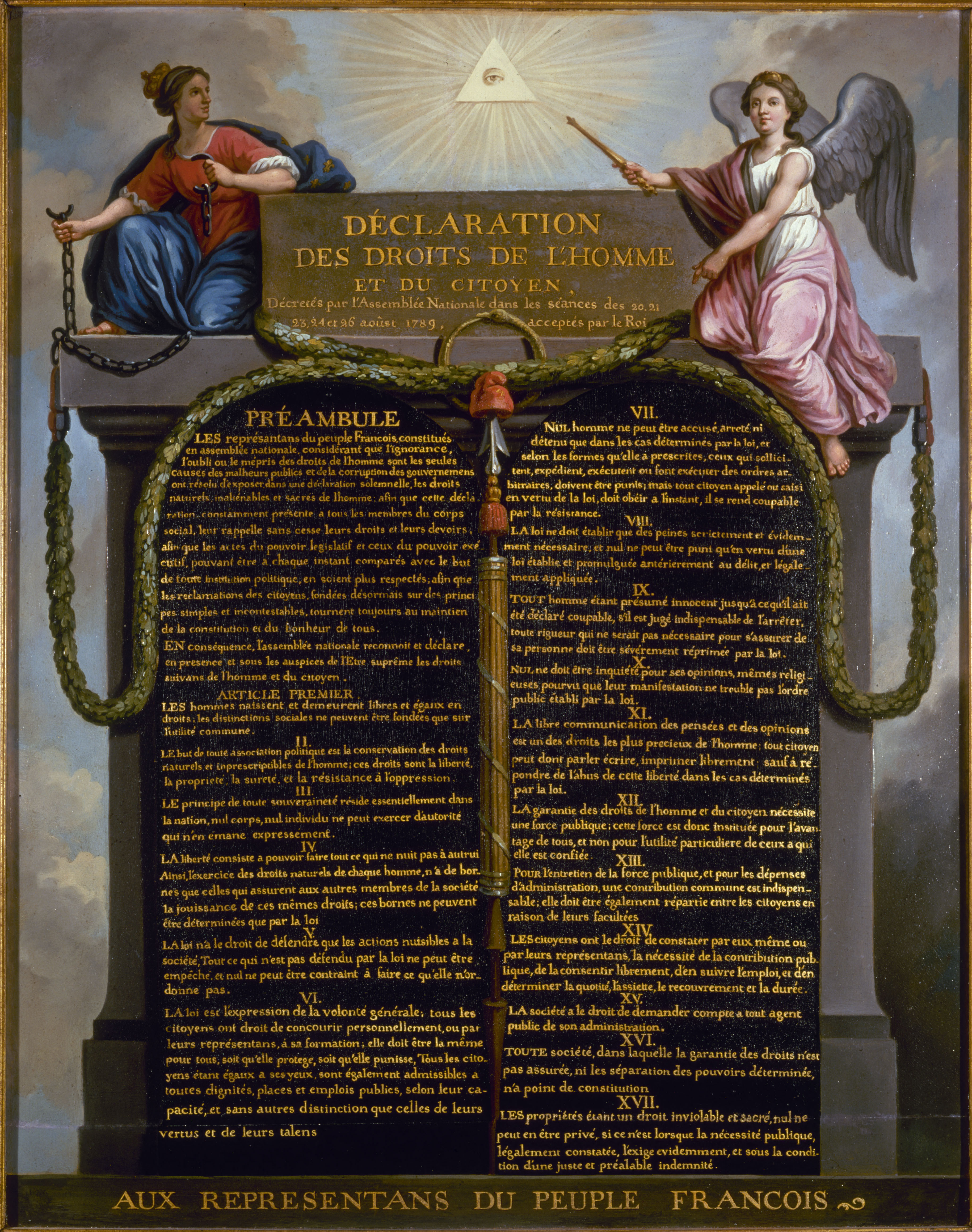
Declarația drepturilor omului și a cetățeanului din 1789.

Drepturile omului sunt "de obicei înțelese ca drepturi absolut fundamentale la care o persoană are în mod inerent dreptul pur și simplu pentru că el sau ea este o ființă umană." Drepturile omului sunt astfel considerate ca fiind universale (se aplică peste tot) și egalitare (aceleași pentru toți). Aceste drepturi pot exista ca drepturi naturale sau ca drepturi legale, atât în legislația națională, cât și în cea internațională..
Doctrina drepturilor omului în practica internațională, în cadrul dreptului internațional, instituțiile globale și regionale, în politicile de state și în activitățile organizațiilor non-guvernamentale a fost o piatră de temelie a politicilor publice din întreaga lume. Aceasta a spus că: "În cazul în care discursul public al societății pe timp de pace global poate fi spus să aibă o limbă comună morală, este cea a drepturilor omului" . În ciuda acestui fapt, afirmațiile puternice făcute de doctrina drepturilor omului continuă să provoace chiar și în prezent dezbateri considerabile cu privire la conținutul, natura și justificarea drepturilor omului . Într-adevăr, problema a ceea ce se înțelege printr-un "drept" este în sine un controversat subiect de dezbateri filosofice continue.
Multe dintre ideile de bază care au animat mișcarea s-au dezvoltat în urma celui de Al Doilea Război Mondial și a atrocităților Holocaustului, culminând cu adoptarea Declarației Universale a Drepturilor Omului din Paris de către Adunarea Generală a Națiunilor Unite în 1948. Lumea antică nu poseda conceptul de drepturi universale ale omului. Societățile antice au avut "sisteme elaborate de taxe, concepții de justiție, legitimitate politică și umană înfloritoare, care a căutat să realizeze demnitatea umană, înflorirea, sau bunăstarea în întregime independente de drepturile omului".. Conceptul modern al drepturilor omului s-a dezvoltat în perioada modernă timpurie, alături de secularizarea europeană a eticii iudeo-creștine. Precursorul real al discursului privind drepturile omului a fost conceptul de drepturi naturale, care a apărut ca parte a tradiției medievale. Dreptul natural a devenit proeminent în timpul Iluminismului, enunțat de filosofii John Locke, Francis Hutcheson, și Jean-Jacques Burlamaqui, precum și o poziție importantă în Discursul politic al revoluției americane și al revoluției franceze. Din această fundație modernă s-a născut mișcarea pentru drepturile omului apărută în a doua jumătate a secolului al XX-lea.
„Toate ființele umane se nasc libere și egale în demnitate și în drepturi. Ele sunt înzestrate cu rațiune și conștiința și trebuie să se comporte unele față de altele în spiritul fraternității.”—
Articolul 1 din Declarația Universală a Drepturilor Omului al Națiunilor Unite

## Istoric
Conceptul de drepturi ale omului a existat în epocile antice și premoderne, deși popoarele antice nu s-au gândit la drepturile omului universal în același mod în care se gândesc oamenii de astăzi.
Adevăratul precursor al discursului privind drepturile omului a fost conceptul de drepturi naturale care a apărut ca parte a tradiției dreptului natural medieval. Această tradiție a fost puternic influențată de scrierile primilor creștini ai Sfântului Paul, cum ar fi Sfântul Ilary de Poitiers, Sfântul Ambrozie și Sfântul Augustin. Augustin a fost printre primii care a examinat legitimitatea legilor omului și a încercat să definească limitele legilor și drepturilor care apar în mod natural pe baza înțelepciunii.
Această tradiție medievală a devenit proeminentă în timpul iluminismului european. Din aceast punct, argumentele moderne privind drepturile omului au apărut în a doua jumătate a secolului XX.
Magna Carta este o carte engleză emisă inițial în 1215, care a influențat dezvoltarea dreptului comun și a multor documente constituționale ulterioare legate de drepturile omului, cum ar fi Bill of Rights din 1689, Constituția Statelor Unite din 1789.
Filosoful englez din secolul al XVII-lea John Locke a discutat despre drepturile naturale în lucrarea sa, identificându-le ca fiind viață, libertate și proprietate. În Marea Britanie, în 1689, Declarația engleză a drepturilor și revendicarea scoțiană a dreptului au făcut câte o serie de acțiuni guvernamentale opresive, ilegale. Două revoluții majore au avut loc în timpul secolului al XVIII-lea, în Statele Unite (1776) și în Franța (1789), care au condus la Declarația de independență a Americii și, respectiv, Declarația franceză a drepturilor omului. În plus, Declarația Drepturilor din Virginia din 1776 a codificat în lege o serie de drepturi civile fundamentale și libertăți civile.

### Anul 1800 până la primul război mondial
Filosofi precum Thomas Paine, John Stuart Mill și Hegel au extins tema universalității în secolele al XVIII-lea și al XIX-lea. În 1831, William Lloyd Garrison a scris într-un ziar intitulat The Liberator că încerca să-și înroleze cititorii în „marea cauză a drepturilor omului”. În 1849, un contemporan, Henry David Thoreau, a scris despre drepturile omului în tratatul său Despre datoria de nesupunere civilă, care a influențat mai târziu asupra drepturilor omului.
Multe grupuri și mișcări au reușit să realizeze schimbări sociale profunde de-a lungul secolului al XX-lea în numele drepturilor omului. În Europa de Vest și America de Nord, sindicatele au creat legi care acordau lucrătorilor dreptul la grevă, stabilesc condiții minime de muncă și interzic sau reglementează munca copiilor. Mișcarea pentru drepturile femeilor a reușit să obțină pentru multe femei dreptul de vot. Mișcările de eliberare națională din multe țări au reușit să alunge puterile coloniale. Una dintre cele mai influente a fost conducerea mișcării de independență a Indiei de către Mahatma Gandhi.

### Între primul război mondial și al doilea război mondial
Liga națiunilor a fost înființată în 1919, în urma negocierilor asupra Tratatului de la Versailles, după sfârșitul Primului Război Mondial. Obiectivele Ligii au inclus dezarmarea, prevenirea războiului prin securitate colectivă, soluționarea disputelor dintre țări prin negociere, diplomație și îmbunătățirea bunăstării globale.
Liga Națiunilor a avut mandate de a sprijini multe dintre fostele colonii ale puterilor coloniale vest-europene în timpul tranziției lor de la colonie la stat independent.

### După al doilea război mondial

#### Declarația Universală a Drepturilor Omului
Declarația Universală a Drepturilor Omului(DUDO) este o declarație neobligatorie adoptată de Adunarea Generală a Națiunilor Unite în 1948, ca răspuns la evenimentele celui de-al Doilea Război Mondial. Aceasta îndeamnă statele membre să promoveze o serie de drepturi umane, civile, economice și sociale, afirmând că aceste drepturi fac parte din „fundamentul libertății, justiției și păcii în lume”. Declarația a fost primul efort juridic internațional de a limita comportamentul statelor și de a se asigura că acestea își îndeplinesc datoria față de cetățenii lor.

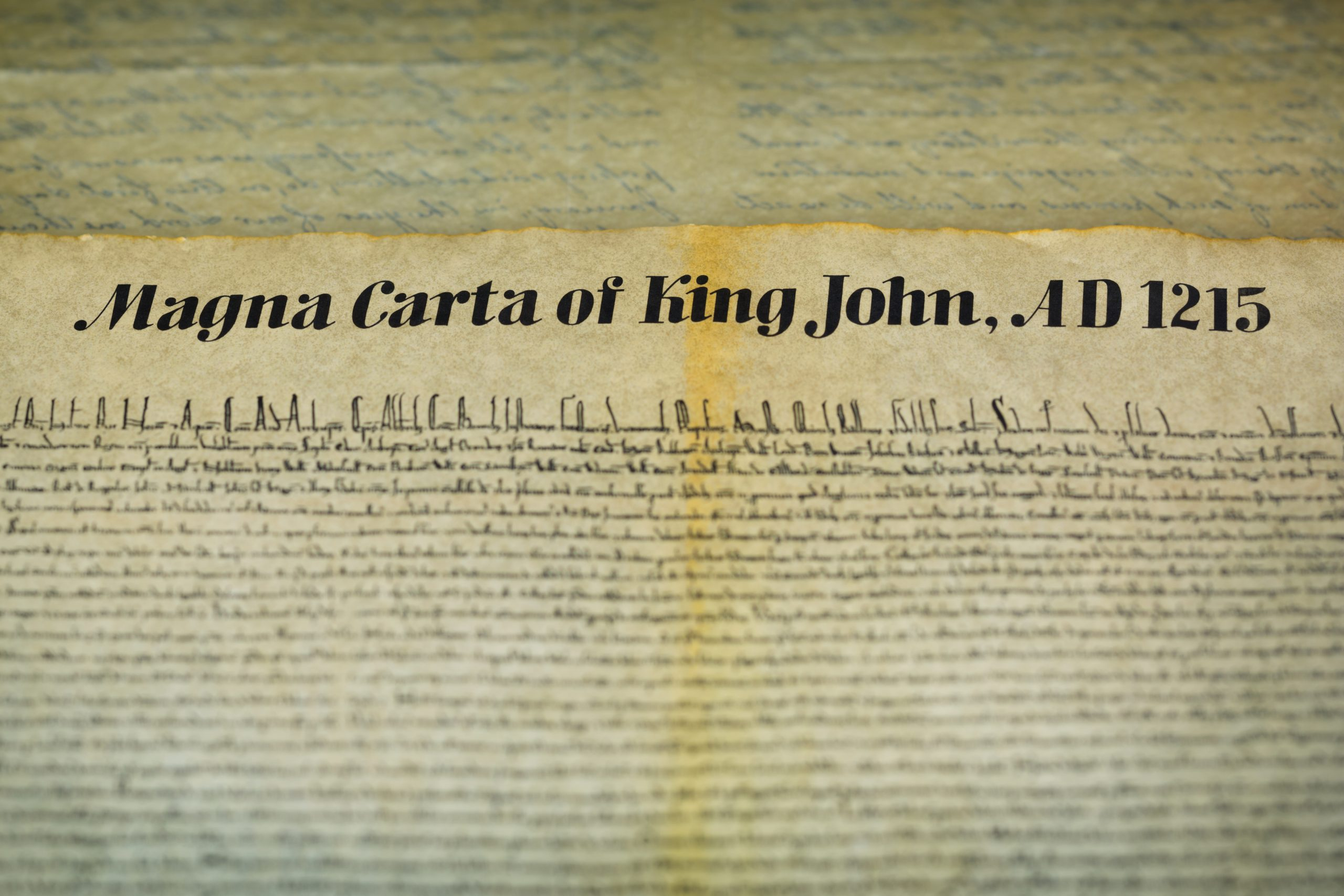
Magna Carta sau „Marea Cartă” a fost unul dintre primele documente din lume care conținea angajamente ale unui suveran față de poporul său.

DUDO a fost elaborată de membrii Comisiei pentru Drepturile Omului, președinte fiind Eleanor Roosevelt, care a început să discute despre o Declarație internațională a drepturilor în 1947. Membrii Comisiei nu au căzut imediat de acord cu privire la forma unei astfel de declarații a drepturilor și dacă sau cum ar trebui pusă în aplicare. Comisia a continuat să încadreze DUDO și tratatele însoțitoare, dar DUDO a devenit rapid prioritatea. Profesorul de drept canadian John Humprey și avocatul francez René Cassin au fost responsabili pentru o mare parte din cercetările transnaționale și, respectiv, pentru structura documentului.
O parte din DUDO a fost cercetată și scrisă de un comitet de experți internaționali în drepturile omului, inclusiv reprezentanți de pe toate continentele și toate religiile majore. Includerea atât a drepturilor civile și politice, cât și a drepturilor economice, sociale și culturale a fost bazată pe presupunerea că drepturile fundamentale ale omului sunt indivizibile. Deși acest principiu nu a fost opus de niciun stat membru la momentul adoptării (declarația a fost adoptată în unanimitate, cu abținerea blocului sovietic, Africii de Sud și Arabia Saudită), acest principiu a fost mai târziu supus unor provocări semnificative.
Debutul Războiului Rece la scurt timp după conceperea DUDO a adus în prim-plan diviziunile cu privire la includerea atât a drepturilor economice și  sociale, cât și a drepturilor civile și politice în declarație.

## Strategii de promovare

### Paradigme de implementare
Charles Beitz propune o tipologie a șase paradigme de acțiune pe care agenții, cum ar fi agențiile pentru drepturile omului, organizațiile internaționale, statele individuale și ONG-urile, le-ar putea folosi pentru a impune drepturile omului:
1. Responsabilizarea - Trasarea răspunderii agenților care încalcă drepturile omului, fie că sunt guverne, organizații sau indivizi. Aceasta este abordarea mai puțin intruzivă, având scopul de a crea transparență și de a încuraja respectarea drepturilor.
2. Inducerea - Utilizarea stimulentelor externe, precum recompensele sau sancțiunile economice, pentru a încuraja respectarea drepturilor fundamentale. Aceasta reprezintă o formă mai indirectă de influențare a comportamentului.
3. Asistența - Oferirea de sprijin financiar, tehnic sau educațional pentru a ajuta statele sau organizațiile să îmbunătățească respectarea drepturilor omului. Această paradigmă presupune ajutorul extern pentru a consolida capacitățile internaționale de protecție a drepturilor fundamentale.
4. Contestarea și implicarea internă - Mobilizarea și implicarea actorilor interni (societatea civilă, instituții naționale) pentru a contesta încălcările drepturilor omului. Aceasta se axează pe presiunea din interiorul țării pentru schimbare.
5. Constrângerea - Aplicarea unor măsuri coercitive, precum sancțiuni economice sau intervenții militare, pentru a forța schimbări comportamentale. Aceasta este o măsură directă, dar destul de severă, utilizată în cazuri de încălcări grave ale drepturilor omului.
6. Adaptarea externă - Influențarea schimbărilor politice prin presiunea actorilor internaționali, care impun conformitatea cu normele internaționale de drepturile omului. Această paradigmă presupune o intervenție externă semnificativă, care poate afecta chiar politicile interne ale unui stat.

### Forța militară
Responsabilitatea de a proteja se referă la o doctrină prin care statele membre ale Națiunilor Unite trebuie să intervină pentru a proteja populațiile de atrocități. A fost citată ca justificare în utilizarea intervențiilor militare recente. Un exemplu de intervenție adesea criticată este intervenția militară din 2011 în Primul Război Civil din Libia a NATO și Qatar, unde se presupune că obiectivul de a preveni atrocitățile și-a asumat mandatul mai larg de a înlătura guvernul țintă.

### Acțiuni economice
Sancțiunile economice sunt adesea aplicate persoanelor sau statelor care încalcă drepturile fundamentale ale omului. Sancțiunile sunt adesea criticate pentru caracteristica pedepsei colective în rănirea economică a populației unei țări. Se susține, de asemenea, că sancțiunile împotriva guvernelor autoritare întăresc poziția acelui guvern pe plan intern, deoarece guvernele ar avea în continuare avantaje față de opoziția lor, care devine și mai slăbită. Riscul încălcării drepturilor omului crește odată cu creșterea populațiilor vulnerabile financiar. Fetele din familii sărace din economiile neindustrializate sunt adesea privite ca o povară financiară pentru familie, iar căsătoria fetelor tinere vine deseori cu speranța că fiicele vor fi hrănite și protejate de familii mai bogate. Măsurile de sprijinire a statutului economic al grupurilor vulnerabile pentru a reduce încălcările drepturilor omului includ educația fetelor și veniturile minime garantate.

### Strategii informaționale
Abuzurile drepturilor omului sunt monitorizate de comitetele Națiunilor Unite, instituțiile naționale și guvernele și de multe organizații neguvernamentale independente, cum ar fi Organizația Mondială Împotriva Torturii. Aceste organizații colectează dovezi și documente privind încălcările drepturilor omului și exercită promovarea drepturilor omului.
Educarea oamenilor asupra conceptului de drepturile omului a fost argumentată ca o strategie de prevenire a abuzurilor drepturilor omului.

### Instrumente juridice
Multe exemple de instrumente juridice la nivel internațional, regional și național descrise mai jos sunt concepute pentru a pune în aplicare legile care asigură drepturile omului.

## Protecția la nivel internațional

### Organizația Națiunilor Unite
Organizația Națiunilor Unite (ONU) este singura agenție guvernamentală cu jurisdicție internațională universal acceptată pentru legislația drepturilor omului. Toate organele ONU au roluri consultative pentru Consiliul de Securitate al Națiunilor Unite și Consiliul pentru Drepturile Omului al Națiunilor Unite, iar în cadrul ONU există numeroase comitete cu responsabilități pentru protejarea diferitelor tratate privind drepturile omului.

### Consiliul Drepturilor Omului
Consiliul ONU pentru Drepturile Omului, creat în 2005, are mandatul de a investiga presupusele încălcări ale drepturilor omului. 47 din cele 193 de state membre ONU fac parte din consiliu, alese cu majoritate simplă prin vot secret al Adunării Generale a Națiunilor Unite. Membrii servesc maximum șase ani și li se poate suspenda calitatea de membru pentru încălcări grave ale drepturilor omului. Consiliul are sediul la Geneva și se întrunește de trei ori pe an; cu întâlniri suplimentare pentru a răspunde situațiilor urgente.
Experții independenți sunt reținuți de consiliu pentru a investiga presupusele abuzuri ale drepturilor omului și pentru a raporta consiliului.

### Instanțele internaționale
Există o serie de organizații recunoscute internațional cu mandat la nivel mondial asupra anumitor aspecte ale drepturilor omului:
- Curtea Internațională de Justiție (CIJ) este organul judiciar principal al Națiunilor Unite. Are jurisdicție la nivel mondial. Este condus de Consiliul de Securitate. CIJ soluționează disputele dintre națiuni. CIJ nu are jurisdicție asupra persoanelor fizice.

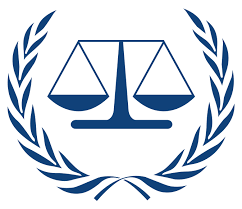
Logo-ul oficial al CPI.

- Logo-ul oficial al CPI.Curtea Penală Internațională (CPI) este organul responsabil de investigarea și pedepsirea crimelor de război și a crimelor împotriva umanității, având mandatul de a aduce în fața justiției autorii unor astfel de crime care au avut loc după crearea sa în 2002. O serie de membri ai ONU nu s-au alăturat instanței, iar CPI nu are jurisdicție asupra cetățenilor lor, iar alții au semnat, dar nu au ratificat încă Statutul de la Roma, care a înființat curtea.

CPI și alte instanțe internaționale există pentru a lua măsuri în cazul în care sistemul juridic național al unui stat nu poate judeca singur cazul. Dacă legislația națională este în măsură să protejeze drepturile omului și să-i pedepsească pe cei care încalcă legislația privind drepturile omului, ea are jurisdicție primară. Numai atunci când toate căile de atac locale au fost epuizate, dreptul internațional intră în vigoare.

## Regimuri regionale ale drepturilor omului
În peste 110 de țări au fost înființate instituții naționale pentru drepturile omului pentru a proteja, promova sau monitoriza drepturile omului cu jurisdicție într-o anumită țară. Deși nu toate instituțiile sunt conforme cu Principiile de la Paris, numărul și efectul acestor instituții este în creștere.

### Africa

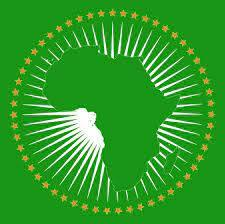
Steagul Uniunii Africane.

Uniunea Africană (UA) este o uniune continentală formată din 55 de state africane. Înființată în 2001, scopul UA este de a ajuta la asigurarea democrației Africii, a drepturilor omului și a unei economii durabile, în special prin încheierea conflictelor africane și prin crearea unei piețe comune eficiente.
Comisia Africană pentru Drepturile Omului și ale Popoarelor este un organ judiciar al Uniunii Africane, ce are ca și scop să promoveze și să protejeze drepturile omului și drepturile colective (poporului) pe întreg continentul african. Comisia are trei domenii mari de responsabilitate:
- Promovarea drepturilor omului și ale popoarelor
- Protejarea drepturilor omului și ale popoarelor
- interpretarea Cartei africane a drepturilor omului și ale popoarelor

Odată cu crearea Curții Africane pentru Drepturile Omului și ale Popoarelor comisia va avea sarcina suplimentară de a pregăti cazuri pentru a fi supuse jurisdicției Curții. Într-o decizie din iulie 2004, Adunarea UA a hotărât ca viitoarea Curte pentru Drepturile Omului și Poporului să fie integrată cu Curtea Africană de Justiție.

### America
Organizația Statelor Americane (OEA) este o organizație internațională, cu sediul în Washington, D.C. Statele Unite. Membrii săi sunt cele treizeci și cinci de state independente ale Americii. Pe parcursul anilor 1990, odată cu sfârșitul Războiului Rece și revenirea la democrație în America Latină, OEA a făcut eforturi majore pentru a se potrivi noului context.
Prioritățile sale includ acum următoarele:
- Întărirea democrației
- Lucrare in domeniul păcii
- Protejarea drepturilor omului
- Combaterea corupției
- Drepturile popoarelor indigene
- Promovarea dezvoltării durabile

### Asia
Nu există organizații sau convenții la nivel asiatic care să promoveze sau să protejeze drepturile omului. Țările asiatice diferă foarte mult în abordarea drepturilor omului și în situația lor în ceea ce privește protecția. Asociația Națiunilor din Asia de Sud-Est (ASEAN) este o organizație geo-politică și economică din 10 țări situate în Asia de Sud-Est, care a fost formată în 1967 de Indonezia, Malaysia, Filipine, Singapore și Thailanda. Organizația include acum și Brunei Darussalam, Vietnam, Laos, Myanmar și Cambodgia. În octombrie 2009, a fost inaugurată Comisia Interguvernamentală pentru Drepturile Omului din ASEAN, iar ulterior, Declarația privind drepturile omului din ASEAN a fost adoptată în unanimitate de membrii ASEAN la 18 noiembrie 2012.

### Europa

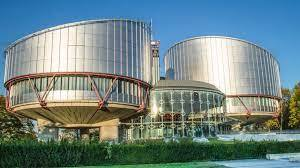
Curtea Europeană a Drepturilor Omului de la Strasbourg.

Consiliul Europei, fondat în 1949, este cea mai veche organizație care lucrează pentru integrarea europeană. Este o organizație internațională cu personalitate juridică recunoscută de dreptul internațional public și are statut de observator la Națiunile Unite. Sediul Consiliului Europei este la Strasbourg, în Franța. Consiliul Europei este responsabil atât de Convenția Europeană a Drepturilor Omului, cât și de Curtea Europeană a Drepturilor Omului.
Consiliul Europei este o organizație care nu face parte din Uniunea Europeană, dar se așteaptă ca aceasta din urmă să adere la Convenția Europeană. UE are propriul document privind drepturile omului; Carta Drepturilor Fundamentale a Uniunii Europene.
Convenția Europeană a Drepturilor Omului definește și garantează încă din 1950 drepturile omului și libertățile fundamentale în Europa. Toate cele 47 de state membre ale Consiliului Europei au semnat această convenție și, prin urmare, sunt sub jurisdicția Curții Europene a Drepturilor Omului de la Strasbourg. În scopul prevenirii torturii și tratamentelor inumane sau degradante (articolul 3 din convenție), a fost înființat Comitetul European pentru Prevenirea Torturii.

## Drepturile omului în viziunea Uniunii Europene
Drepturile omului, democrația și statul de drept sunt valori esențiale ale Uniunii Europene. Înscrise în tratatul său fondator, acestea au fost consolidate prin
adoptarea Cartei Drepturilor Fundamentale. Țările care doresc să adere la UE, precum și cele care au încheiat acorduri comerciale sau de altă natură cu Uniunea, trebuie să respecte drepturile omului.. Prin articolul 9 se recunosc drepturile fundamentale ale cetățeanului. Aceste drepturi nu sunt o creație proprie a Uniunii Europene, ci apar ca o recunoaștere și apărare a drepturilor interne respectate în interiorul statelor naționale.
1. Uniunea recunoaște drepturile, libertățile și principiile enunțate în Cartea Drepturilor Fundamentale care constituie partea a II-a prezentei Constituții.
2. Uniunea va adera la Convenția europeană de apărare a drepturilor omului și a libertăților fundamentale. Aderarea la această Convenție nu modifică competențele Uniunii așa cum sunt definite în prezenta Constituție.
3. Drepturile fundamentale, garantate prin Convenția europeană de apărare a drepturilor omului și a libertăților fundamentale și care rezultă din tradițiile constituționale comune statelor membre, fac parte din dreptul Uniunii ca principii generale.

Libertatea personală este apărată și garantată în cadrul U.E. conform dispozițiilor Constituției, precum și libera circulație a persoanelor, a mărfurilor, a serviciilor și a capitalurilor și libertatea de stabilire. În domeniul de aplicare a Constituției Europene și fără să aducă atingere dispozițiilor specifice prevăzute de aceasta, este interzisă orice discriminare pe motiv de naționalitate.

## Drepturile omului în România

### Discriminarea romilor
În ceea ce privește romii, există atitudini negative și comportamente discriminatorii de factură rasistă. Discriminarea socială sistematică a romilor le afectează acestora dreptul și accesul la educație, locuință, îngrijire medicală și oportunități de angajare adecvate. În 2010 45% din șomerii romi au declarat că etnia constituie unul din principalele motive pentru care nu își pot găsi un loc de muncă.
În societatea românească existența rasismului la adresa romilor a fost puternic negată până în prezent dar este tot mai deschis recunoscută public. Potrivit raportului Amnesty International privind drepturile omului, romii se confruntă cu discriminare sistemică, sărăcie extremă, evacuări forțate din locuințe și rasism din partea autorităților. Conform unui studiu al IRES din 2013, romii sunt descriși de respondenți drept hoți și infractori (20%), leneși, dezinteresați și indiferenți (11%), needucați și necivilizați (8%), iar 58% dintre respondenți nu ar accepta ca în familia lor să intre o persoană de etnie romă. Atitudinile rasiste față de minoritatea romă au constituit unele din numeroasele motive pentru conflicte interetnice, notabile fiind cele de la Hădăreni, Craiova și Racoș. Până pe 20 februarie 1856, populația de etnie romă se afla sub sclavie. Robia țiganilor a durat mai mult de cinci secole în Moldova și Valahia și a contribuit seminificativ la situația romilor de astăzi.
Dacă în perioada de dinainte de 1989 nu se discuta această problemă din cauza politicilor asimilaționiste promovate de catre Partidul Comunist, după 1990 fenomenul a răbufnit. Nu de puține ori Amnesty International semnala în anii '90 forme ale violenței comunitare îndreptate împotriva membrilor acestei etnii sub forma raidurilor întreprinse de poliție până la arderi ale caselor de ceilalți membrii ai altor etnii (vezi Incidentele de la Hădăreni). Cu toate acestea, datele Barometrului Incluziunii Romilor (2007) arată că în perioada 1993–2006 intoleranța etnică față de romi a scăzut constant. Motivele invocate sunt atât cele de natură economică (îmbunătățirea situației economice a populației), cultură politică (acceptarea regulilor jocului democratic, a toleranței și respectului interetnic), dar și cauze de natură instituțională (schimbarea legislativă, existența unor programe de incluziune socială).

### Discriminarea minorităților sexuale
Deși din punct de vedere juridic, situația actuală poate fi considerată stabilă în România, discriminarea lesbienelor, homosexualilor, bisexualilor și a persoanelor transgender este o realitate prezentă în domenii precum serviciile publice, relațiile de muncă, comportamentul și practicile angajaților Poliției Române, sistemul penitenciar, reflectarea în mass-media, chiar și în relațiile de familie. De asemenea, există prejudecăți și stereotipuri privind persoanele transgen din România, acestea fiind considerate de majoritatea românilor anormale. Legea care reglementează capacitatea persoanelor transexuale de a-și schimba identitatea este vagă și incompletă, conducând la inconsecvențe în practica juridică în privința recunoașterii legale a identității de gen și, în unele cazuri, schimbarea identității nu a fost permisă în lipsa intervenției medicale de schimbare de sex. Din cauza procedurii legale anevoioase, în multe cazuri persoanele transexuale nu au putut obține documente care să reflecte identitatea lor de gen, ceea ce a condus la dificultăți în obținerea accesului la toate serviciile pentru care este necesară prezentarea documentelor de identitate (îngrijire medicală, abonament de transport, servicii bancare).

### Drepturile femeilor
Statul român garantează egalitatea de șanse între femei și bărbați pentru ocuparea tuturor funcțiilor și demnităților. Orice formă de discriminare bazată pe criteriul de sex este interzisă.
În România, salariul lunar încasat de femei este cu 12,5% sub cel al partenerilor de gen masculin. În ceea ce privește numărul de femei implicate în viața politică, România se situează pe locul 77 din cele 145 de țări analizate în cadrul Raportului Global al Echilibrului de Gen 2015. Numai 20.7% din membrii Camera Deputaților și 14.0% în Senat sunt femei.
Violența asupra femeilor ocupă, în România, primul loc în ceea ce privește cazurile de violență domestică. „Violența împotriva femeilor” a fost recunoscută ca și concept în legislația din România prin ratificarea Convenției de la Istanbul, intrată în vigoare în septembrie 2016. România ocupă primul loc în Uniunea Europeană la capitolul violență domestică. Date oficiale arată că la fiecare 30 de secunde se produce o agresiune fizică asupra unei femei în România. Potrivit unui raport al Agenției pentru Drepturi Fundamentale a Uniunii Europene, 30% din femeile din România au fost subiectul violenței de natură fizică sau sexuală la un moment dat în viață după vârsta de 15 ani. Legat de experiența de violență în copilărie, un procent de 24% dintre femeile din România spun că au fost supuse la violență fizică sau sexuală de către un adult înainte de vârsta de 15 ani.
În România, dreptul unei femei de a avea sau nu un copil este prevăzut în articolul 28 din Legea nr. 46/2003 privind drepturile pacientului. Articolul 201 din Noul Cod Penal incriminează persoanele care efectuează avorturi ilegale. Avortul este considerat ilegal dacă este efectuat în afara unităților medicale autorizate special pentru a oferi acest serviciu medical, dacă este efectuat fără consimțământul femeii sau dacă sarcina este de peste 14 săptămâni, cu excepția cazurilor când avortul este necesar pentru a salva viața, sănătatea sau integritatea corporală a femeii de la un pericol iminent sau din motive terapeutice. Avortul fără restricții cu privire la motiv este astfel permis în primele 14 săptămâni de sarcină. Totuși, avortul la cerere nu este subvenționat de stat; o femeie trebuie să plătească din buzunarul ei o taxă care variază între 100 și 200 de euro. În ciuda unei legislații relativ liberale privind avortul, femeile din România continuă să recurgă la avorturi ilegale și nesigure. Conform datelor oficiale ale statului, numărul de avorturi ilegale, după care femeile au avut nevoie de îngrijire post-avort din cauza complicațiilor survenite în urma avortului ilegal, a crescut în ultimii ani. Au existat 53 de cazuri de avorturi ilegale înregistrate în anul 2009, 54 de cazuri în 2010, 83 de cazuri în 2011 și 119 cazuri în 2012.
Dreptul la avort a fost deseori contestat de biserică și organizațiile conservatoare. Relevant în acest caz este „Marșul pentru viață”, organizat anual în zeci de orașe din România și Republica Moldova. Imixtiunea bisericii este și unul din motivele pentru care România este astăzi una dintre ultimele țări europene în care nu există educație sexuală în școli. Cu toate acestea, România înregistrează cel mai mare număr de nașteri la adolescentele sub 15 ani dintre statele membre ale UE, iar 60% dintre gravide nu merg la medic în timpul sarcinii, din cauza sărăciei și lipsei de educație.

### Drepturile persoanelor cu dizabilități
Legea interzice discriminarea persoanelor cu dizabilități fizice, senzoriale, intelectuale și mintale la locul de muncă, în educație, în accesul la mijloace de transport (fără a menționa transportul aerian), în accesul la serviciile medicale sau la alte servicii.
În multe cazuri, persoanele cu dizabilități se confruntă cu discriminarea autorităților și a societății. Conform unui raport elaborat de Agenția pentru Drepturi Fundamentale a UE (ADF), publicat în iunie 2012, doar 1% dintre persoanele cu dizabilități mintale aveau un loc de muncă. Raportul ADF indică, de asemenea, că persoanele cu dizabilități mintale din instituții, în special copiii, sunt victimele diverselor forme de intimidare, hărțuire și abuz. Conform unui studiu finanțat din fonduri UE și publicat în 2012, 87% dintre respondenți considerau discriminarea (în sensul larg al cuvântului) una dintre marile probleme cu care se confruntă persoanele cu dizabilități.
Între octombrie 2013 și martie 2014, pe baza unor protocoale scrise, încheiate cu Ministerul Muncii și cu Ministerul Sănătății, reprezentanți ai Centrului pentru Resurse Juridice (CRJ) au efectuat vizite neanunțate la centre publice și private destinate copiilor cu dizabilități. În urma vizitelor, CRJ a identificat o serie de încălcări ale unora dintre drepturile pacienților și ale legii. CRJ a constatat că nu există proceduri eficiente de înregistrare și soluționare a plângerilor și că abuzul verbal și fizic al copiilor, sedarea, limitarea excesivă a mișcării, lipsa igienei, condițiile neadecvate, lipsa îngrijirii medicale și lipsa accesului la educație sunt probleme des întâlnite. Aproape 25.000 de copii și adulți cu dizabilități mintale trăiesc în centre rezidențiale, ce funcționează în regim privativ de libertate. Peste 4.000 de persoane cu dizabilități mintale aflate în grija statului au murit între 2010 și 2015, în condiții necunoscute.

## Filozofiile drepturilor omului
Au fost aduse în discuție de-a lungul timpului mai multe abordări teoretice pentru a explica cum și de ce drepturile omului devin parte a așteptărilor sociale.
Una dintre cele mai vechi filozofii occidentale privind drepturile omului este că acestea sunt un produs al unei legi naturale, care decurge din diferite fundamente filozofice sau religioase. Alte teorii susțin că drepturile omului codifică comportamentul moral, care este un produs social uman dezvoltat printr-un proces de evoluție biologică și socială. Drepturile omului sunt, de asemenea, descrise ca un model sociologic de stabilire a regulilor. Aceste abordări includ ideea că indivizii dintr-o societate acceptă reguli de la autoritatea legitimă în schimbul securității și al avantajului economic.

### Drepturi naturale
Teoriile dreptului natural bazează drepturile omului pe o ordine morală, religioasă sau chiar biologică.
Socrate și moștenitorii săi filosofi, Platon și Aristotel, au poziționat existența dreptății naturale sau a dreptului natural. Dintre aceștia, se spune adesea că Aristotel este părintele dreptului natural, deși dovezile pentru acest lucru se datorează în mare parte interpretărilor lucrării sale de către Toma d'Aquino. Dezvoltarea acestei tradiții a dreptății naturale într-una de drept natural este de obicei atribuită stoicilor.
Unii dintre primii părinți ai Bisericii au căutat să încorporeze până atunci conceptul păgân al dreptului natural în creștinism. Teoriile dreptului natural au apărut foarte mult în filozofiile lui Thomas Aquinas, Francisco Suárez, Richard Hooker.
Hugo Grotius și-a bazat filosofia dreptului internațional pe dreptul natural. John Locke a încorporat legea naturală în multe dintre teoriile și filozofia sa, în special în Two Treatises of Government.

## Concepte în drepturile omului

### Indivizibilitatea și clasificarea drepturilor
Cea mai comună clasificare a drepturilor omului este împărțirea acestora în drepturi civile și politice și drepturi economice, sociale și culturale.
Drepturile civile și politice sunt consacrate în articolele 3-21 din Declarația Universală a Drepturilor Omului. Drepturile economice, sociale și culturale sunt consacrate în articolele 22-28 din Declarația Universală a Drepturilor Omului.
DUDO a inclus atât drepturi economice, sociale și culturale, cât și drepturi civile și politice, deoarece s-a bazat pe principiul că diferitele drepturi nu pot exista cu succes decât în combinație.
Acest lucru este considerat adevărat deoarece fără drepturi civile și politice publicul nu își poate afirma drepturile economice, sociale și culturale. În mod similar, fără mijloace de existență și fără o societate care lucrează, publicul nu poate afirma sau face uz de drepturile civile sau politice. Deși acceptate de semnatarii DUDO, cele mai multe dintre ele nu acordă în practică o pondere egală diferitelor tipuri de drepturi.
Culturile occidentale au acordat adesea prioritate drepturilor civile și politice, uneori în detrimentul drepturilor economice și sociale precum dreptul la muncă, la educație, la sănătate și la locuință. De exemplu, în Statele Unite nu există acces universal la asistență medicală gratuită la punctul de utilizare. Asta nu înseamnă că culturile occidentale au trecut cu vederea aceste drepturi în totalitate. În mod similar, țările din fostul bloc sovietic și țările asiatice au avut tendința de a acorda prioritate drepturilor economice, sociale și culturale, dar deseori nu au reușit să ofere drepturi civile și politice.

### Universalism vs relativism cultural
Declarația Universală a Drepturilor Omului exprimă, prin definiție, drepturi care se aplică tuturor oamenilor în mod egal, indiferent de locația geografică, stat, rasă sau cultură căreia aparțin.
Susținătorii relativismului cultural sugerează că drepturile omului nu sunt toate universale și, într-adevăr, intra în conflict cu unele culturi. Drepturile care sunt contestate cel mai adesea cu argumente relativiste sunt drepturile femeilor.
Universalismul a fost descris de unii drept imperialism cultural, economic sau politic. În special, se pretinde adesea că conceptul de drepturi ale omului are rădăcini fundamentale într-o perspectivă politic liberală care, deși este general acceptată în Europa, Japonia sau America de Nord, nu este neapărat luată ca standard în altă parte. De exemplu, în 1981, reprezentantul iranian la Națiunile Unite, Said Rajaie-Khorassani, a vorbit despre poziția țării sale cu privire la DUDO spunând că DUDO este „o înțelegere a tradiției iudeo-creștine”, care nu putea fi implementată de musulmani fără a încălca legea islamică. Foștii prim-miniștri din Singapore, Lee Kuan Yew, și din Malaysia, Mahathir bin Mohamad, au susținut în anii 1990 că valorile asiatice erau semnificativ diferite de valorile occidentale și includeau un sentiment de loialitate și renunțarea la libertățile personale de dragul stabilității și prosperității sociale, drept urmare susțineau că guvernul autoritar este mai potrivit în Asia decât democrația.

### Jurisdicția universală vs suveranitatea statului
Competența universală este un principiu controversat în dreptul internațional prin care statele pretind jurisdicție penală asupra persoanelor ale căror presupuse infracțiuni au fost comise în afara granițelor statului de urmărire penală, indiferent de naționalitate, țara de reședință sau orice altă relație cu țara de urmărire penală. Statul își susține pretenția pe motiv că infracțiunea comisă este considerată o infracțiune împotriva tuturor, pe care orice stat este autorizat să o pedepsească. În 1993, Belgia a adoptat o lege de jurisdicție universală pentru a acorda instanțelor sale jurisdicție asupra crimelor împotriva umanității din alte țări, iar în 1998, Augusto Pinochet a fost arestat la Londra în urma unui rechizitoriu de către judecătorul spaniol Baltasar Garzón.
Principiul este susținut de Amnesty International și de alte organizații pentru drepturile omului, deoarece consideră că anumite crime reprezintă o amenințare pentru comunitatea internațională.

### Actori statali și nestatali
Companiile, ONG-urile, partidele politice, grupurile informale sunt cunoscuți ca actori nestatali. Actorii nestatali pot, de asemenea, să comită abuzuri ale drepturilor omului, dar nu sunt supuși legii drepturilor omului.
Companiile multinaționale joacă un rol din ce în ce mai mare în lume și sunt responsabile pentru un număr mare de încălcări ale drepturilor omului. Deși mediul juridic și moral care înconjoară acțiunile guvernelor este destul de bine dezvoltat, mediul din multinaționale este atât controversat, cât și prost definit. Companiile multinaționale își consideră adesea responsabilitatea principală ca fiind față de acționari, nu față de cei afectați de acțiunile lor. Astfel de companii sunt adesea mai mari decât economiile statelor în care își desfășoară activitatea și pot deține o putere economică și politică semnificativă. Nu există tratate internaționale care să acopere în mod specific comportamentul companiilor cu privire la drepturile omului.
În august 2003, Subcomisia pentru Promovarea și Protecția Drepturilor Omului a Comisiei pentru Drepturile Omului a elaborat proiecte privind responsabilitățile corporațiilor și ale altor întreprinderi comerciale în ceea ce privește drepturile omului. Acestea au fost luate în considerare de Comisia pentru Drepturile Omului în 2004, dar nu au statut obligatoriu pentru corporații și nu sunt monitorizate. În plus, Obiectivul 10 de Dezvoltare Durabilă a Națiunilor Unite urmărește reducerea substanțială a inegalității până în 2030 prin promovarea unei legislații potrivite.

### Drepturile omului în situații de urgență
Cu excepția drepturilor omului nederogabile (convențiile internaționale clasifică drept nederogabile dreptul la viață, dreptul de a fi liber de sclavie, dreptul de a fi liber de tortură), ONU recunoaște că drepturile omului pot fi limitate sau chiar date la o parte în perioadele de urgență națională. Urgența trebuie să fie actuală, să afecteze întreaga populație și amenințarea trebuie să fie la adresa existenței națiunii. Declarația de urgență trebuie să fie și o ultimă soluție și o măsură temporară.
Drepturile care nu pot fi derogate din motive de securitate națională în nicio circumstanță sunt cunoscute sub denumirea de norme imperative. Astfel de obligații internaționale sunt obligatorii pentru toate statele și nu pot fi modificate sub niciun tratat.

## Critică
Criticii aspectului conform cărora drepturile omului sunt universale susțin că drepturile omului sunt un concept occidental. Criticii de dreapta ai drepturilor omului susțin că acestea sunt „norme nerealiste în suveranitatea statului”, în timp ce criticii de stânga ai drepturilor omului susțin că „nu reușesc să atingă abordări mai bune pentru atingerea obiectivelor.

### Cărți
- Beitz, Charles R. (2009). The idea of human rights. Oxford: Oxford University Press. ISBN 9780199572458.
- Moyn, Samuel (2010). The last utopia: human rights in history. Cambridge, Mass.: Belknap Press of Harvard University Press. ISBN 9780674048720.
- Donnelly, Jack (2003). Universal human rights in theory and practice (ed. 2nd). Ithaca: Cornell University Press. ISBN 9780801487767.
- Ball, Olivia; Gready, Paul (2006). The no-nonsense guide to human rights. Oxford: New Internationalist. ISBN 978-1-904456-45-2.
- Freeman, Michael (2002). Human rights : an interdisciplinary approach. Cambridge: Polity Press. ISBN 9780745623559.
- Doebbler, Curtis F. J (2006). Introduction to international human rights law. Cd Publishing. ISBN 9780974357027.
- Shaw, Malcom (2008). International Law (ed. 6th ed.). Leiden: Cambridge University Press. ISBN 978-0-511-45559-9.
- Ishay, Micheline R. (2008). The history of human rights : from ancient times to the globalization era. Berkeley, Calif.: University of California Press. ISBN 0520256417.
- Brownlie, Ian (2003). Principles of Public International Law (ed. 6th). OUP. ISBN 0199556830.
- Glendon, Mary Ann (2001). A world made new : Eleanor Roosevelt and the Universal Declaration of Human Rights. New York: Random House. ISBN 9780679463108.
- Sepúlveda, Magdalena; van Banning, Theo; Gudmundsdóttir, Gudrún; Chamoun, Christine; van Genugten, Willem J.M. (2004). Human rights reference handbook (ed. 3rd ed. rev.). Ciudad Colon, Costa Rica: University of Peace. ISBN 9977-925-18-6. Arhivat în 28 martie 2012, la Wayback Machine.
- Ignatieff, Michael (2001). Human rights as politics and idolatry (ed. 3. print.). Princeton, N.J.: Princeton University Press. ISBN 0691088934.
- Damian, Sorin Dan, “Libertatea religioasă în Uniunea Europeană. Cadrul legislativ”, Editura „Ars Docendi”, București, România, 2012 (220 pages). ISBN 978-973-558-631-7;

### Articole în presa scrisă
- Alston, Philip (2005). „Ships Passing in the Night: The Current State of the Human Rights and Development Debate seen through the Lens of the Millennium Development Goals”. 27 (3): 755–829. doi:10.1353/hrq.2005.0030. ISSN 0275-0392.
- Glendon, Mary Ann (2004). „The Rule of Law in The Universal Declaration of Human Rights”. Northwestern University Journal of International Human Rights. 2: 5. Arhivat din original la 20 iulie 2011. Accesat în 13 noiembrie 2011.

### Articole în mediul online
- Nickel, James (2010). „Human Rights”. The Stanford Encyclopedia of Philosophy (ed. Fall 2010).
- Fagan, Andrew (2005). „Human Rights”. The Internet Encyclopedia of Philosophy. ISSN 2161-0002.